# Саппоро

43°03′ пн. ш. 141°21′ сх. д. / 43.050° пн. ш. 141.350° сх. д.
Са́ппоро (яп. 札幌市, さっぽろし, МФА: [sap̚.poɾo ɕi̥]) — місто державного значення в Японії округу Ісікарі префектури Хоккайдо. 1 грудня 2024 року населення міста становило 1 968 326 осіб, найбільше місто острову Хоккайдо та п'яте місто Японії за населенням. Є культурним, економічним і політичним центром Хоккайдо.

## Короткі відомості
Розташоване в західній частині Хоккайдо, Саппоро виникло на основі поселення японських колоністів, заснованого у XIX столітті. З 1869 року тут розміщувався Відділ освоєння півночі — урядова організація, що координувала колонізацію північних територій Японського архіпелагу, включаючи Сахалін та Курильські острови.
Економіка Саппоро ґрунтується на торгівлі та харчовій промисловості, зокрема на виробництві пива та молочних продуктів. Станом на 1 жовтня 2008 року площа міста становила 1121,12 км².

## Адміністративний поділ
Саппоро поділяється на 10 міських районів.
1. Ацубецу
2. Кійота
3. Кіта
4. Мінамі
5. Нісі
6. Сіроїсі
7. Теїне
8. Тойохіра
9. Тюо
10. Хіґасі

## Транспорт
Місто має розвинену мережу громадського транспорту. У 1971 році в Саппоро відкрився метрополітен, що на початку 2019 року складається з трьох переважно підземних ліній та 49 станцій. Також в місті працює трамвайна мережа, що з кінця 2015 року представлена єдиним кільцевим маршрутом з 24 зупинками.

## Освіта
- Хоккайдоський університет (головний кампус)
  - Саппороська сільськогосподарська школа
- Хоккайдоський педагогічний університет (головний кампус)
- Отаруський комерційний університет (додатковий кампус)

## Культура

### Музика та розваги
- 1997 Відкрито концертний зал Кітара
- 1990 Заснований Тихоокеанський музичний фестиваль (PMF)
- 1986 В Саппоро-Артпарку створено відкриту сцену і художній зал (27 липня)
- 1974 Останній публічний виступ Марії Каллас у Хоккайдо-Козіененкін-Кайкан (11 листопада)
- 1966 Берлінський філармонічний оркестр на чолі з Гербертом фон Караяном виконав Симфонію № 2 Брамса в Саппоро-Шимін-Кайкан (квітень)
- 1962 Джон Кейдж і Девід Тюдор відвідали Саппоро
- 1960 Заснований Симфонічний оркестр Саппоро
- 1936 Російський композитор Олександр Черепнін відвідав Саппоро
- 1934 Міжнародний фестиваль сучасної музики був проведений Іфукубе Акіра, Фуміо Хаясака, Ацуші Міура та Ісаму Іюкубе (30 вересня).

### Музеї
- Музей сучасного мистецтва Хоккайдо
- Музей мистецтв Саппоро
- Художній музей Міяноморі
- Музей літератури Хоккайдо
- Меморіальний музей скульптури Хонго Шіна
- Олімпійський музей Саппоро
- Залізничний музей Хоккайдо
- Музей транспорту Саппоро
- Саппороський музей пива

## Спорт
Місто є одним з найбільших у Японії центрів зимових видів спорту. Саппоро приймало XI Зимові Олімпійські ігри у 1972 році. До того, у 1937 році, МОК одного разу вже призначив центр Хоккайдо господарем зимової Олімпіади-1940, яка, проте, не відбулася через початок другої японсько-китайської війни. Регулярно у місті проводять етапи Кубка світу з стрибків з трампліна і міжнародні хокейні матчі. Також тут проходили ігри чемпіонату світу з футболу 2002.

## Клімат
Саппоро знаходиться в зоні вологого континентального клімату (Dfa за класифікацією кліматів Кеппена), з великою різницею температур між літом і зимою. Літо зазвичай тепле, але не занадто вологе, зима холодна і дуже сніжна, в середньому випадає близько 6 метрів снігу за сезон. Саппоро є одним з небагатьох великих міст у світі з такими сильними снігопадами, що дозволяє проводити в місті заходи зі сніговими статуями. Сильні снігопади обумовлені зіткненням повітряних мас Азійського антициклону і Алеутської області низького тиску. Середньорічна кількість опадів у міста становить близько 1100 мм, а середньорічна температура складає 8,9° C.
| Клімат Саппоро (1981–2010)                               | Клімат Саппоро (1981–2010) | Клімат Саппоро (1981–2010) | Клімат Саппоро (1981–2010) | Клімат Саппоро (1981–2010) | Клімат Саппоро (1981–2010) | Клімат Саппоро (1981–2010) | Клімат Саппоро (1981–2010) | Клімат Саппоро (1981–2010) | Клімат Саппоро (1981–2010) | Клімат Саппоро (1981–2010) | Клімат Саппоро (1981–2010) | Клімат Саппоро (1981–2010) | Клімат Саппоро (1981–2010) |
| Показник                                                 | Січ.                       | Лют.                       | Бер.                       | Квіт.                      | Трав.                      | Черв.                      | Лип.                       | Серп.                      | Вер.                       | Жовт.                      | Лист.                      | Груд.                      | Рік                        |
| Абсолютний максимум, °C                                  | 11,2                       | 10,8                       | 16,8                       | 28,0                       | 31,1                       | 33,7                       | 36,0                       | 36,2                       | 32,7                       | 26,4                       | 22,4                       | 14,8                       | 36,2                       |
| Середній максимум, °C                                    | −0,6                       | 0,1                        | 4,0                        | 11,5                       | 17,3                       | 21,5                       | 24,9                       | 26,4                       | 22,4                       | 16,2                       | 8,5                        | 2,1                        | 12,9                       |
| Середня температура, °C                                  | −3,6                       | −3,1                       | 0,6                        | 7,1                        | 12,4                       | 16,7                       | 20,5                       | 22,3                       | 18,1                       | 11,8                       | 4,9                        | −0,9                       | 8,9                        |
| Середній мінімум, °C                                     | −7                         | −6,6                       | −2,9                       | 3,2                        | 8,3                        | 12,9                       | 17,3                       | 19,1                       | 14,2                       | 7,5                        | 1,3                        | −4,1                       | 5,3                        |
| Абсолютний мінімум, °C                                   | −27                        | −28,5                      | −22,6                      | −14,6                      | −4,2                       | 0,0                        | 5,2                        | 5,3                        | −0,9                       | −4,4                       | −15,5                      | −24,7                      | −28,5                      |
| Середня кількість сонячних годин на місяць               | 92,5                       | 104,0                      | 146,6                      | 176,5                      | 198,4                      | 187,8                      | 164,9                      | 171,0                      | 160,5                      | 152,3                      | 100,0                      | 85,9                       | 1740,4                     |
| Норма опадів, мм                                         | 113.6                      | 94.0                       | 77.8                       | 56.8                       | 53.1                       | 46.8                       | 81.0                       | 123.8                      | 135.2                      | 108.7                      | 104.1                      | 111.7                      | 1106.5                     |
| Днів з опадами                                           | 21,8                       | 19,0                       | 18,5                       | 11,7                       | 10,2                       | 8,3                        | 9,7                        | 9,5                        | 11,1                       | 13,9                       | 17,5                       | 19,2                       | 170,3                      |
| Днів зі снігом                                           | 28,8                       | 25,4                       | 23,5                       | 6,4                        | 0,1                        | 0                          | 0                          | 0                          | 0                          | 1,2                        | 13,9                       | 26,5                       | 125,9                      |
| Вологість повітря, %                                     | 70                         | 69                         | 66                         | 62                         | 66                         | 72                         | 76                         | 75                         | 71                         | 67                         | 67                         | 69                         | 69                         |
| -------------------------------------------------------- | -------------------------- | -------------------------- | -------------------------- | -------------------------- | -------------------------- | -------------------------- | -------------------------- | -------------------------- | -------------------------- | -------------------------- | -------------------------- | -------------------------- | -------------------------- |
| Джерело: Метеорологічне управління Японії, Weather Atlas |                            |                            |                            |                            |                            |                            |                            |                            |                            |                            |                            |                            |                            |

## Персоналії
- Масаюкі Морі (1911—1973) — японський актор театру та кіно.

## Галерея

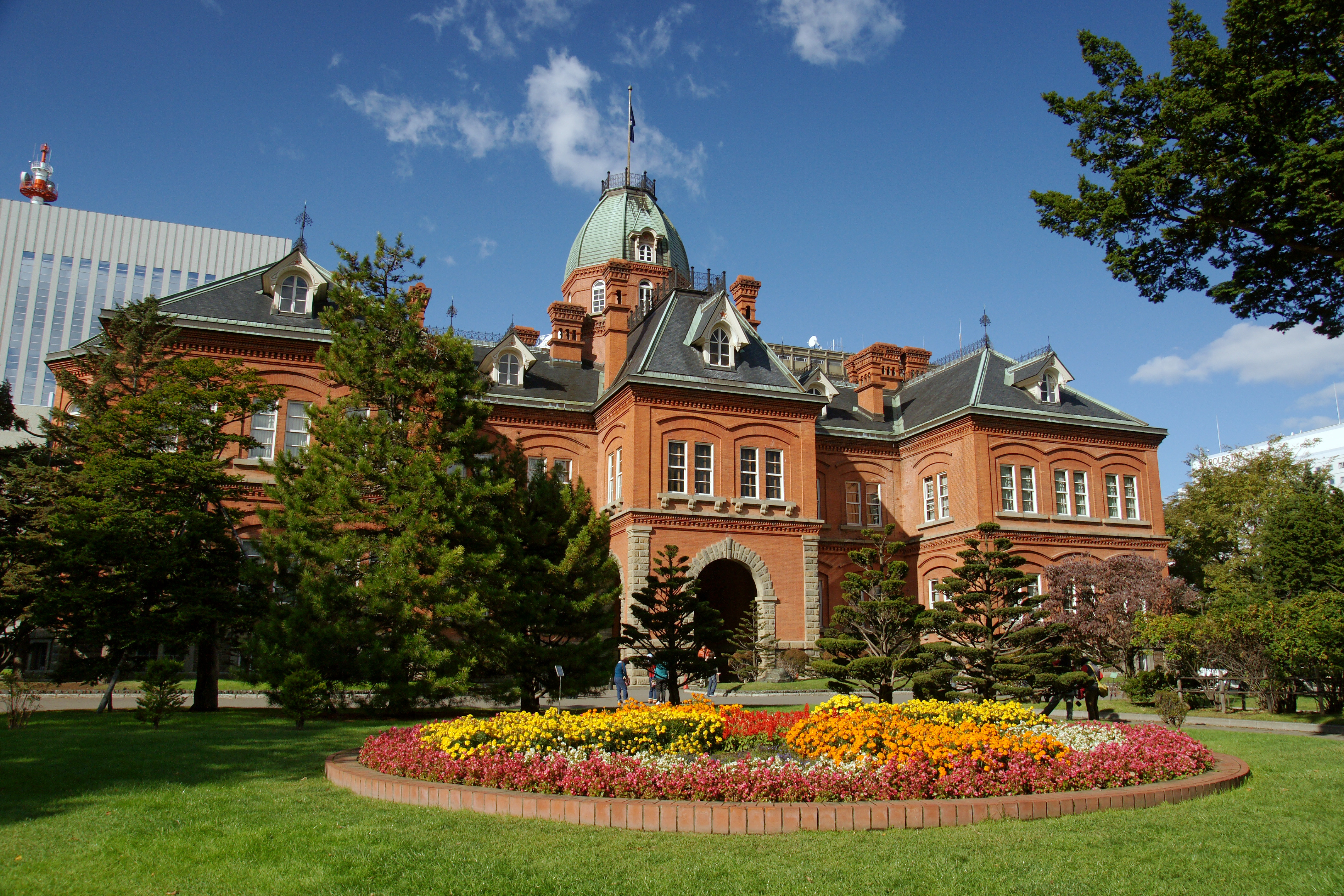
Колишня будівля уряду Хоккайдо
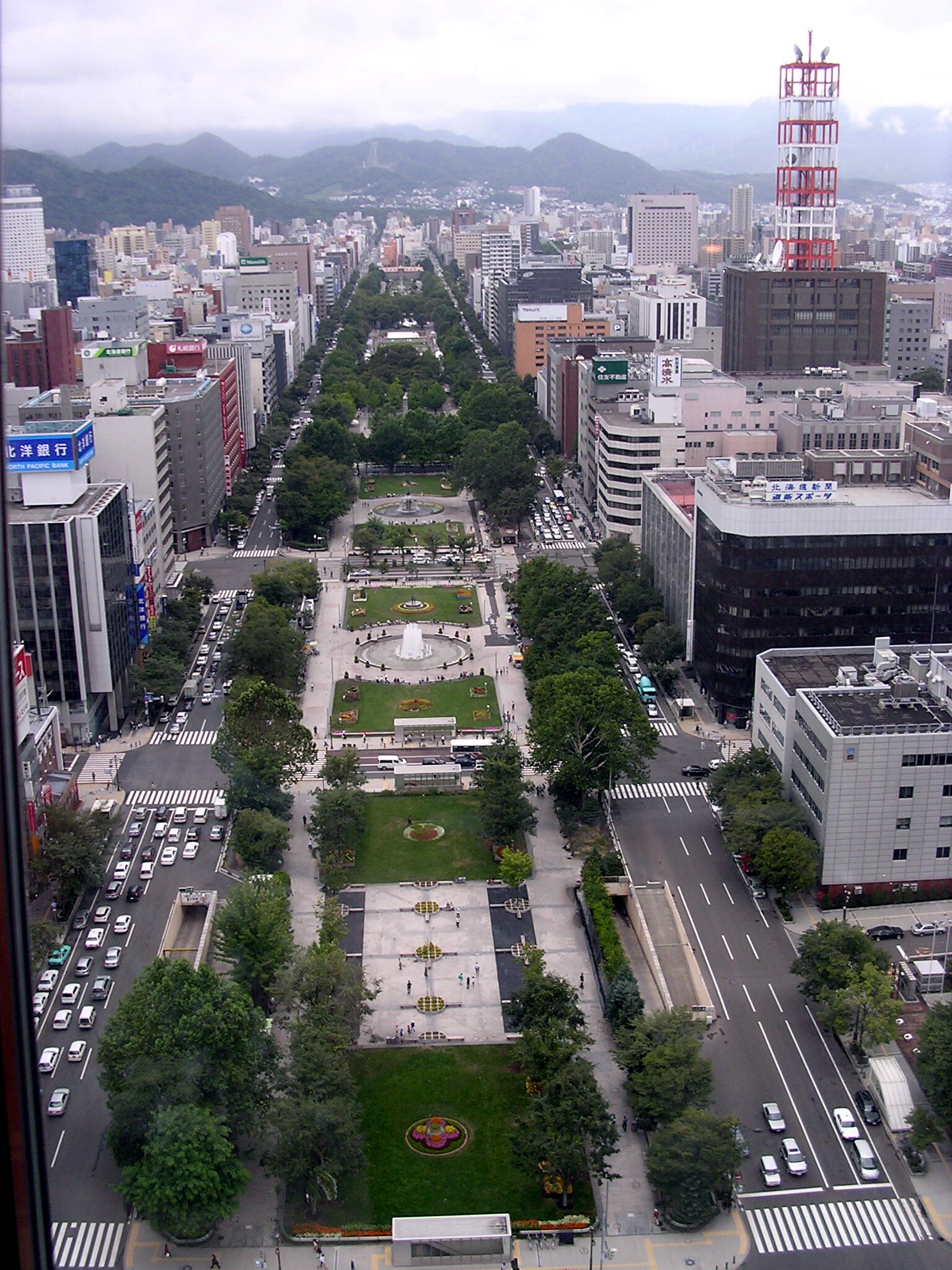
Вид на місто з телевізійної вежі
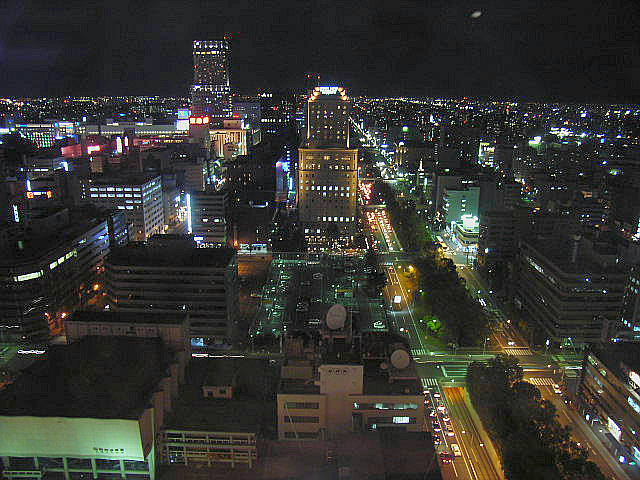
Саппоро вночі
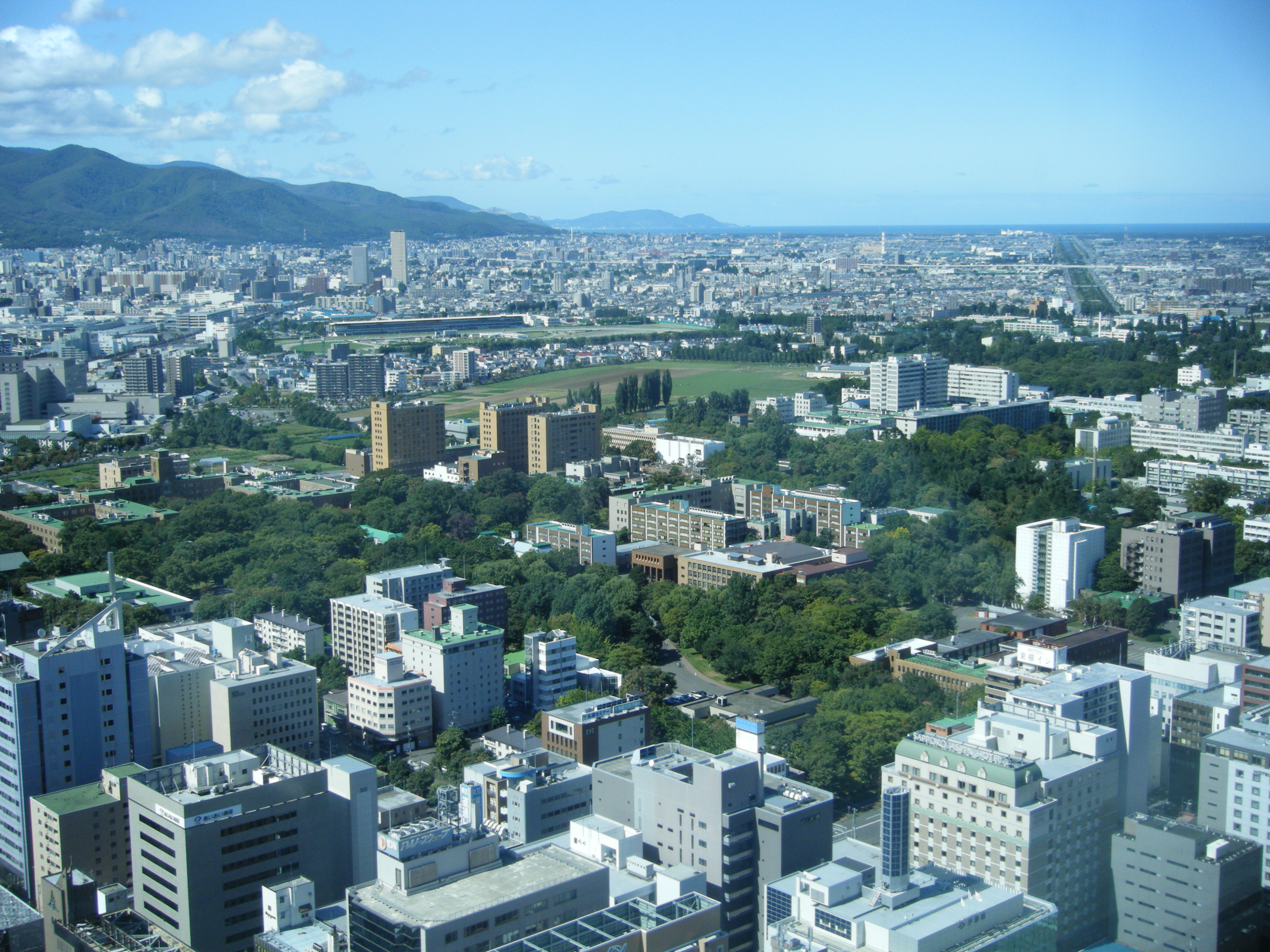
Університет Хоккайдо
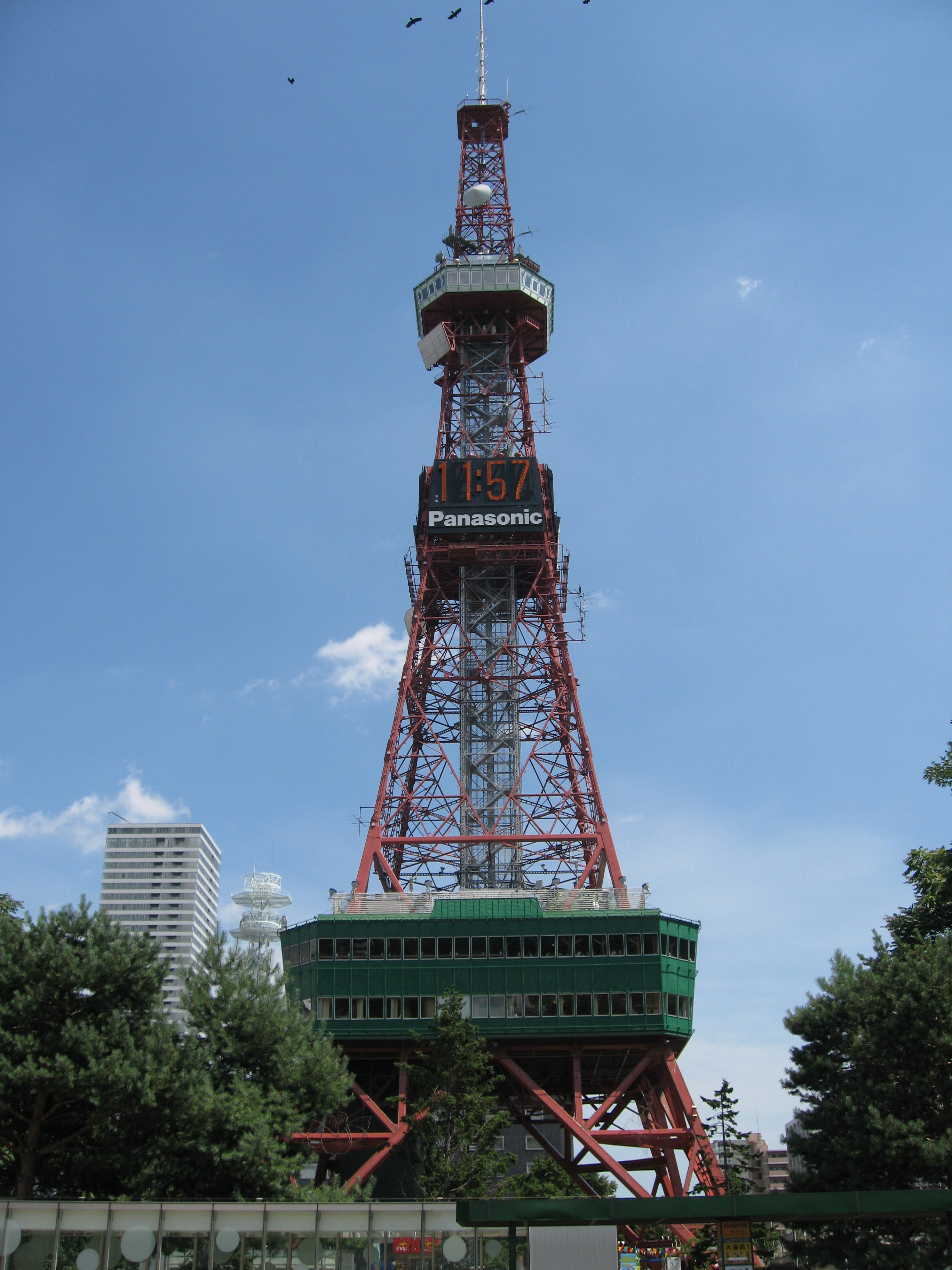
Телевізійна вежа
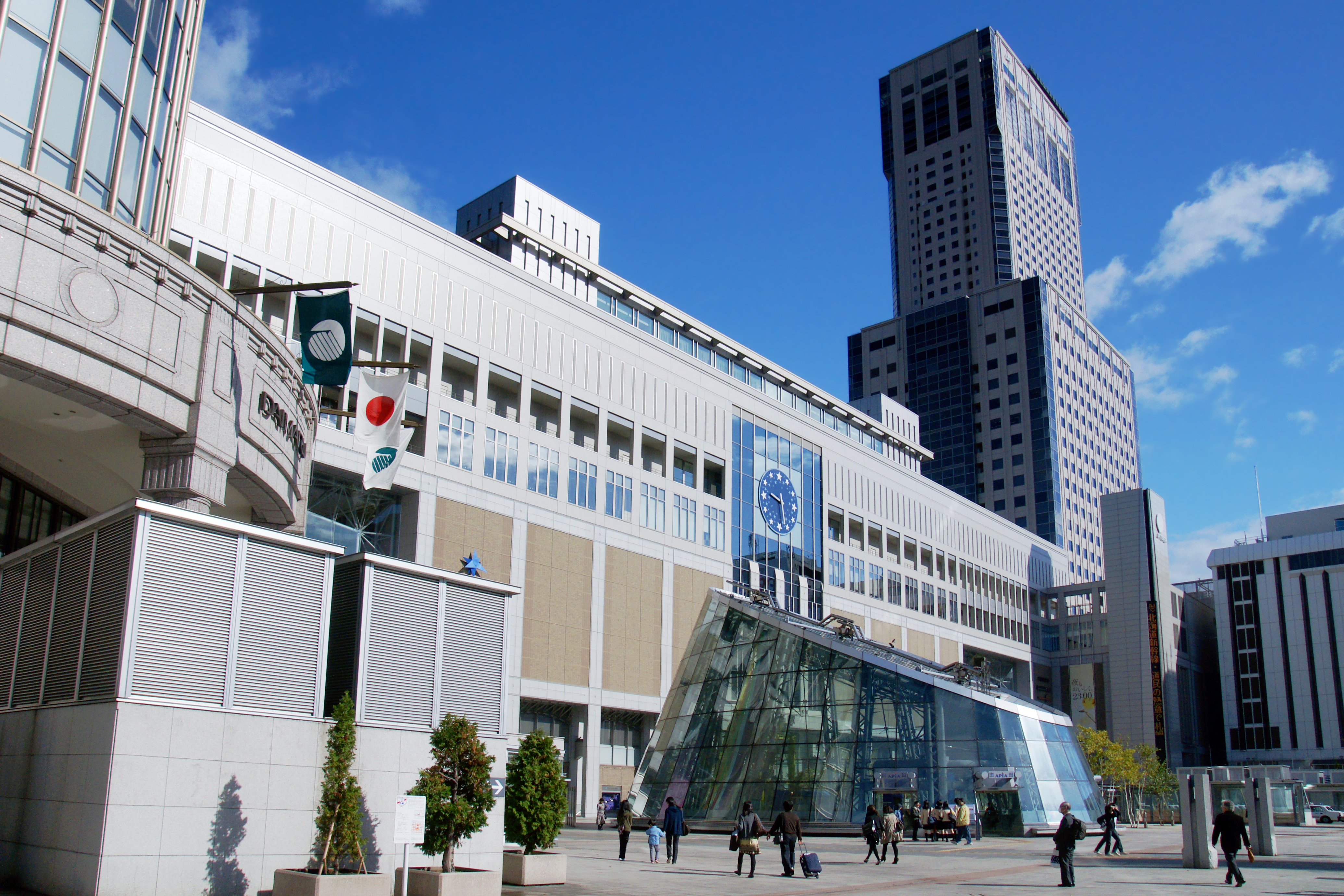
Залізничний вокзал
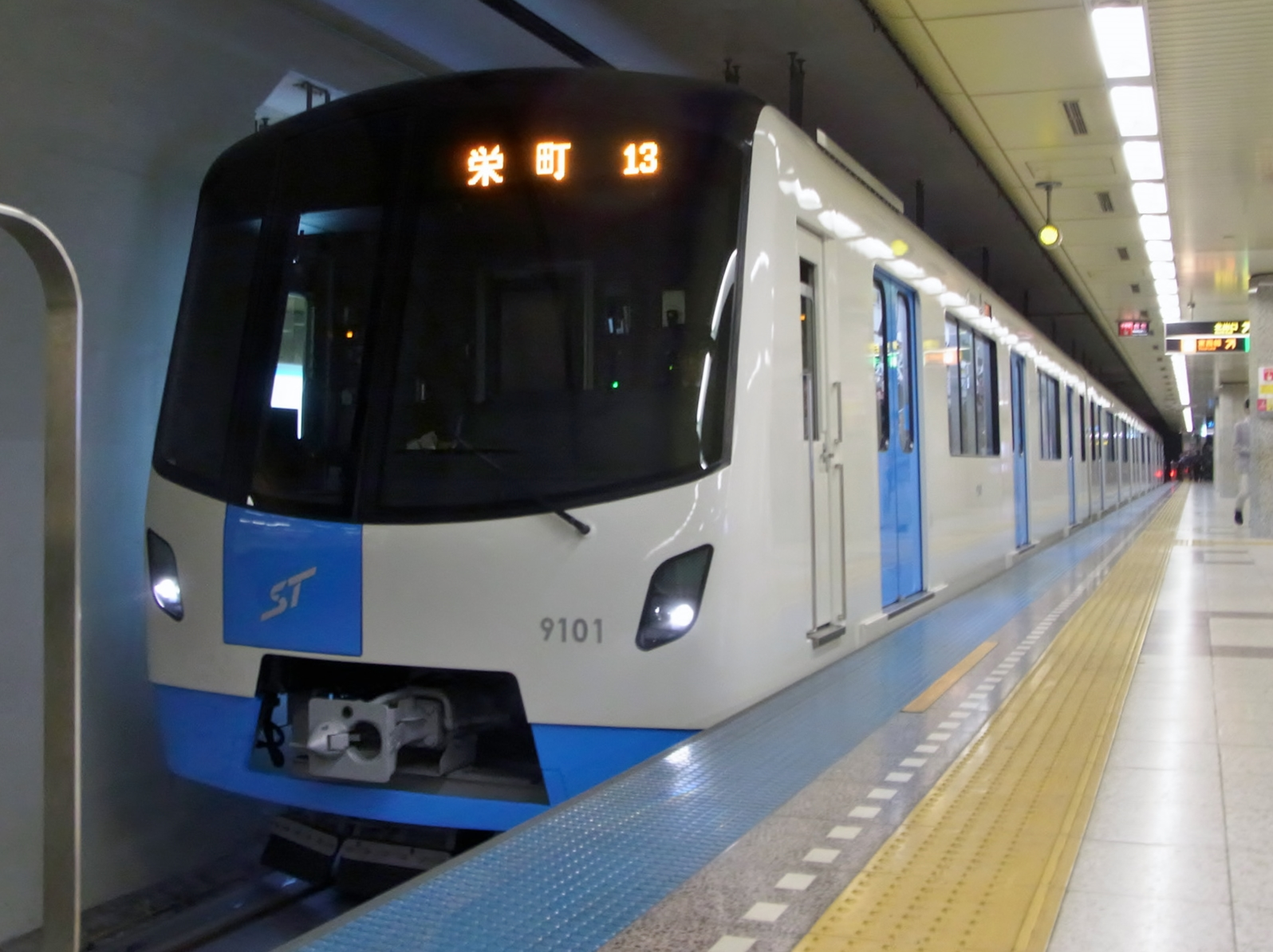
Метрополітен Саппоро є єдиним метрополітеном з гумовими шинами в Азії
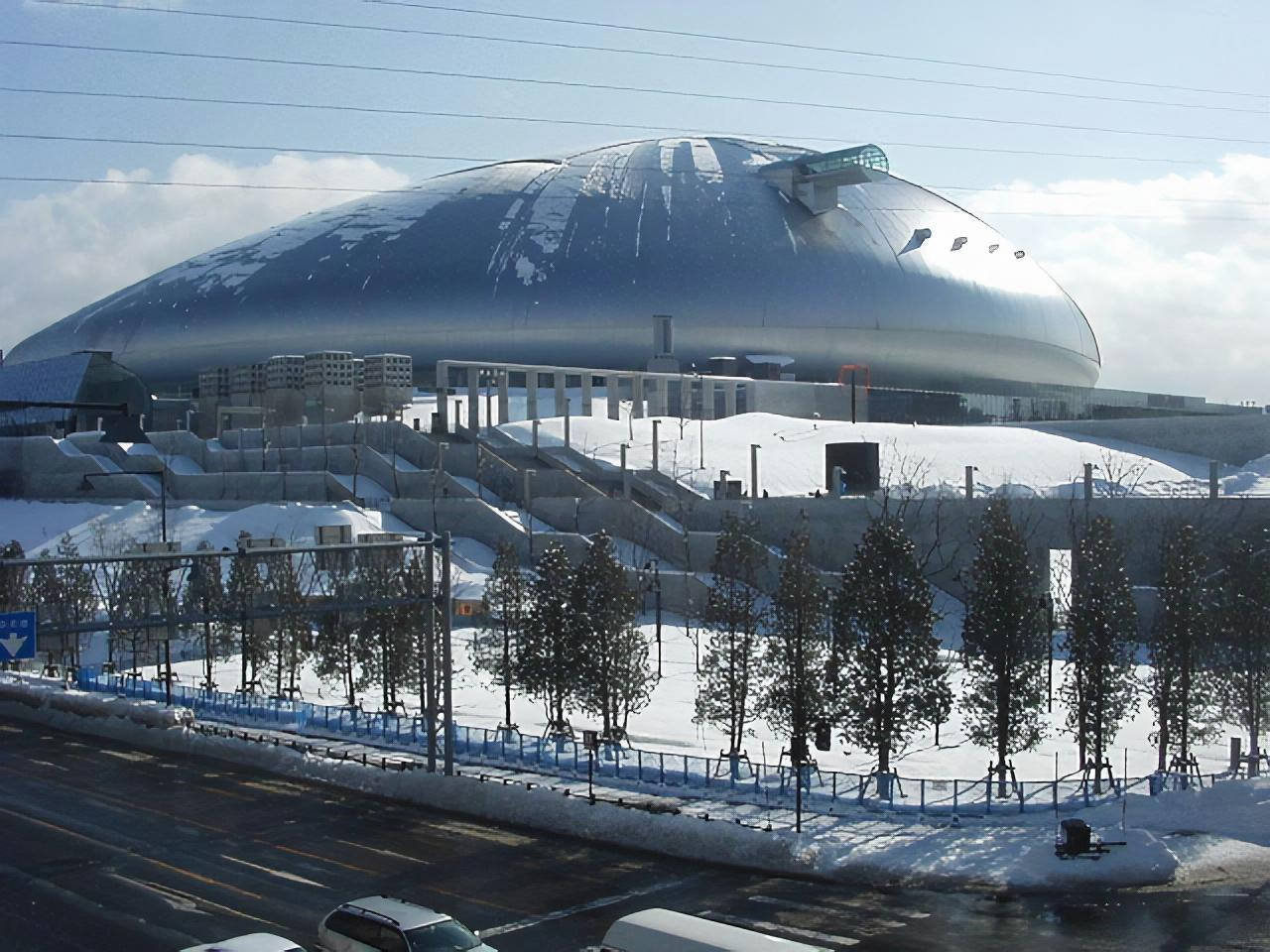
Спортивна арена «Саппоро-Доум»
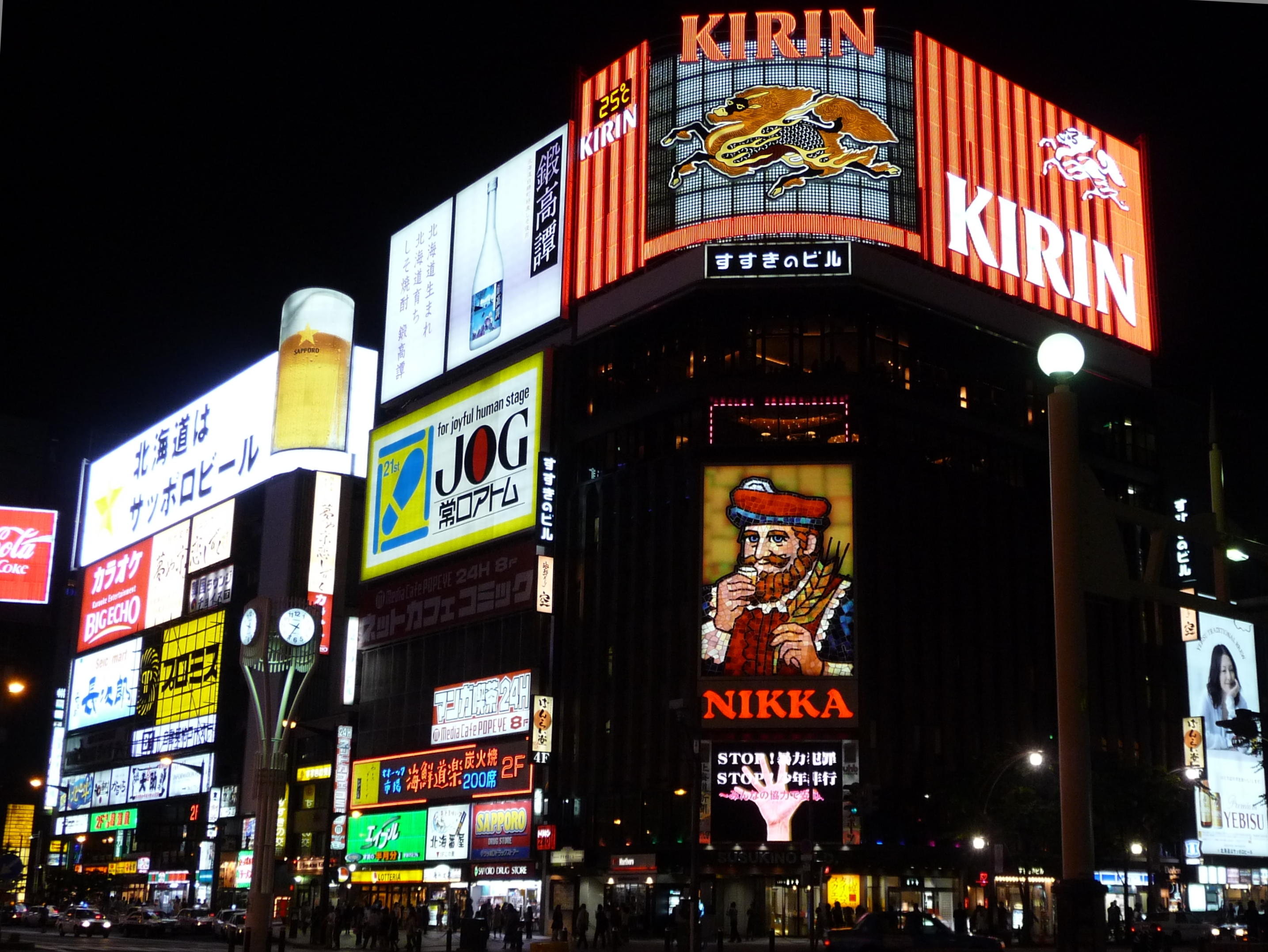
Неонові вогні Сусукіно
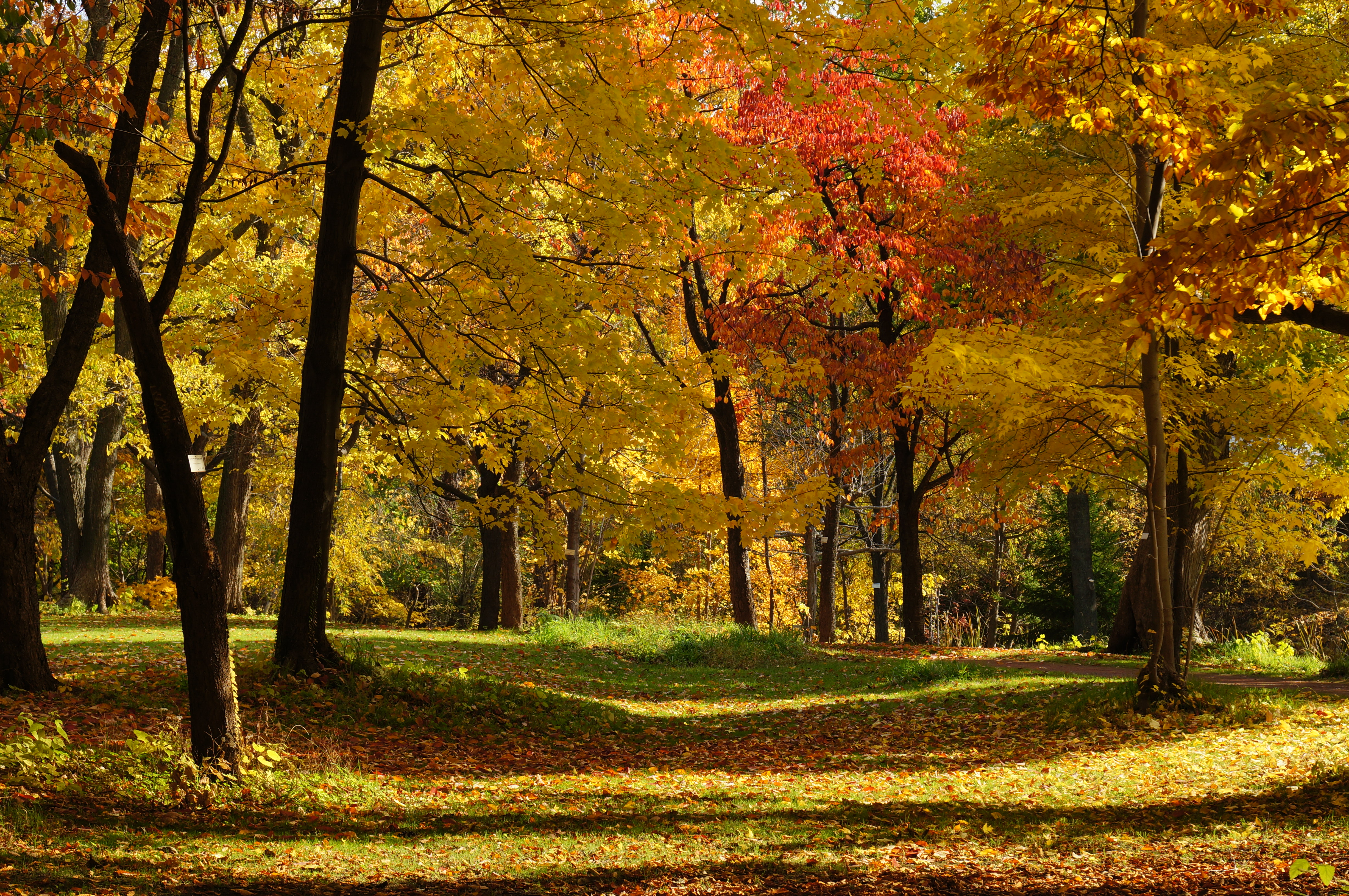
Ботанічний сад університету Хоккайдо

## Міста-побратими
| Місто        | Країна         | Дата укладення побратимства |
| ------------ | -------------- | --------------------------- |
| Портланд     | США            | 17 листопада 1959           |
| Мюнхен       | Німеччина      | 28 серпня 1972              |
| Шеньян       | КНР            | 18 листопада 1980           |
| Денвер       | США            | Вересень 1982               |
| Новосибірськ | Росія          | 13 червня 1990              |
| Теджон       | Південна Корея | 22 жовтня 2010              |
| Хамамацу     | Японія         | 14 травня 2009              |
| Каґосіма     | Японія         | 16 листопада 2013           |
| Мацумото     | Японія         | 6 вересня 2010              |